# Fritz Paulsen (maler)
 Der er flere personer med dette navn, se Fritz Paulsen (officer).
Fritz Paulsen (31. maj 1838 i Schwerin – 22. februar 1898 i Berlin) var en tysk maler.
Paulsen har udmærket sig som portrætmaler (Frederik Frans 2. af Mecklenburg) og i glat udpensling udført populære genremalerier (Besøg i børnestuen, Bondefangere 1874, Fæstekontor, Beretning om ballet 1886 etc). I galleriet i Schwerin, hans fødeby, ses flere af hans værker. Han var mecklenburgsk professor.  